# Joan Bestard Camps
Joan Bestard Camps (Palma 1947) és Catedràtic Emèrit d'Antropologia Social de la Universitat de Barcelona.

## Biografia
Es doctorà el 1985 amb un treball de camp fet a Formentera, on analitza les relacions de parentiu i la política matrimonial (matrimonis consanguinis, dispenses matrimonials, fadrinatge, herències i dots, etc.) de l'illa. Es tracta d'una investigació que, dins la tradició clàssica de l'antropologia, s'elaborà recollint genealogies, estudiant les formes de transmissió de les terres i analitzant les pràctiques de parentiu en les diferents situacions socials. Va estudiar aquest camp a la EHESS a París.També va ser membre honorari de la University College London UCL i va fer una estada sabàtica al European Institute de Florència.
Ha fet treball de camp a Formentera, Catalunya, Ucraïna i Polònia, estudiant quüestions relatives a la residència, els aspectes culturals del parentiu i les implicacins de les tècniques de reproducció assistida en les formes de crear familia. Les seves línies de recerca són l'Antropologia del Parentiu, Parentiu i Reproducció Assistida, Parentiu i Religió. La seva docència tracta sobre tot dels àmbits de la Família i Parentiu. També ha investígat sobre el tema de les relacions entre parentiu i identitats nacionalsocialismos i transmitió d'idees religioses.
Un dels seus principals focus de recerca han estat els canvis en les simbologies del parentiu en el context de les noves tecnologies reproductives, i també la percepció pública de la genètica. És autor de llibres com Casa i Familia, What’s in a Relative o Parentesco y Modernidad, i ha co-editat el llibre “Familias”. Historia de la sociedad española (de la Edad Media a nuestros días), juntament amb Francisco Chacón, de la Universitat de Múrcia.
Joan Bestard ha estat Director del “Grup de Recerca en Parentiu i Patrimoni” (GRAPP, 2009 a 2017), que més endavant s'integra al Grup de Recerca en Gènere, Identitat i Diversitat (GENI). Ha estat director del Departament d'Antropologia Social de la Universitat de Barcelona i President de l’Institut Català d'Antropologia (ICA) així com secretari de l'EASA (European Association of Social Anthropology).

## Llibres més destacats[4][5]
- Casa y familia: parentesco y reproducción doméstica en Formentera, Institut d'Estudis Baleárics, 1986.
- Bárbaros, paganos, salvajes y primitivos: una introducción a la antropología, amb Jesús Contreras Hernández, Barcelona, Barcanova, 1987Maternidades, procreación y crianza en transformación, edició amb Carmen López Matheu i Diana Marre (ed. lit.), Barcelona, Bellaterra, 2013.
- What's in a relative? : household and family in Formentera, Nova York, Berg, 1992.
- Parentesco y modernidad, Barcelona, Paidós, 1998.
- Tras la biología: la moralidad del parentesco y las nuevas tecnologías de reproducción, Barcelona, Universitat de Barcelona, 2004
- Les porteries a Barcelona : entre l'espai públic i l'espai privat. Barcelona, Generalitat de Catalunya, Departament de Cultura, 2006.
- Familias : historia de la sociedad española (del final de la Edad Media a nuestros días), edició conjunta amb Francisco Chacón Jiménez, Madrid, Cátedra, 2011.
- Religion and science as forms of life : anthropological insights into reason and unreason, conjuntament amp Carles Salazar, New York, Berghahn Books, 2015.